# Oxyrrhepes
Oxyrrhepes is een geslacht van rechtvleugeligen uit de familie veldsprinkhanen (Acrididae). De wetenschappelijke naam van dit geslacht is voor het eerst geldig gepubliceerd in 1873 door Stål.

## Soorten
Het geslacht Oxyrrhepes omvat de volgende soorten:
- Oxyrrhepes cantonensis Tinkham, 1940
- Oxyrrhepes meyeri Willemse, 1936
- Oxyrrhepes obtusa Haan, 1842